# Bullockia
Bullockia es un género con 6 especies de plantas con flores perteneciente a la familia Rubiaceae. Se encuentra en África desde Etiopía hasta Sudáfrica.

## Taxonomía
El género fue descrito por (Bridson) Razafim., Lantz & B.Bremer  y publicado en Annals of the Missouri Botanical Garden 96(1): 175. 2009.

## Especies aceptadas
A continuación se brinda un listado de las especies del género Bullockia aceptadas hasta mayo de 2015, ordenadas alfabéticamente. Para cada una se indica el nombre binomial seguido del autor, abreviado según las convenciones y usos.	
- Bullockia dyscritos (Bullock) Razafim., Lantz & B.Bremer
- Bullockia fadenii (Bridson) Razafim., Lantz & B.Bremer
- Bullockia impressinervia (Bridson) Razafim., Lantz & B.Bremer
- Bullockia mombazensis (Baill.) Razafim., Lantz & B.Bremer
- Bullockia pseudosetiflora (Bridson) Razafim., Lantz & B.Bremer
- Bullockia setiflora (Hiern) Razafim., Lantz & B.Bremer